# Nederboelare
Nederboelare – dzielnica (deelgemeente) miasta Geraardsbergen w Belgii, w Regionie Flamandzkim, w prowincji Flandria Wschodnia, w okręgu Aalst. 1 stycznia 2020 roku liczyła 1062 mieszkańców. Do 31 grudnia 1970 samodzielna gmina.

## Demografia
Liczba mieszkańców, stan na 1 stycznia:
| Rok                | 1930 | 1947 | 1961 | 2020 |
| ------------------ | ---- | ---- | ---- | ---- |
| Liczba mieszkańców | 864  | 1084 | 1086 | 1062 |